# Бановић Страхиња (филм)
Бановић Страхиња је југословенско-западнонемачки филм из 1981. снимљен по мотивима српске народне песме Бановић Страхиња. Режирао га је Ватрослав Мимица, а сценарио је у сарадњи са Мимицом написао Александар Петровић.

## Радња
| „ | Јесен 1388. година уочи Косовског боја. Уз јужну границу Српскога царства луњају банде пљачкаша. Док се Бановић Страхиња, млади племић с границе, налази у лову, његову кулу напада одметник Кесеџи Алија. Људе поубија, а његову младу и лепу жену Анђу, одводи са собом у мочваре. Страхиња тражи помоћ од таста, велможе и моћника Југ Богдана, али не налази разумевање. За Анђиног оца и браћу она је турска наложница и за њих више не постоји. Али Страхињина љубав је јача од разума и он одлази у мочваре да спаси Анђу. У међувремену Алија, очаран Анђином лепотом, одустаје од тога да је узме силом, већ покушава љубављу и пажњом да освоји њену љубав. Она га дуго са презиром одбија, али му се на крају, у једном тренутку страха и очаја, подаје. Страхиња савладава све препреке које му се постављају, проналази одметнички логор и у суровом и дивљем окршају убија Алију и одводи Анђу натраг у разорени дом. Када Страхиња уморан усне, Анђа, обузета кајањем и грижом савести, узима коња и одлази оцу да прими казну која је очекује – копање очију... | ” |

## Улоге
| Глумац              | Улога                            |
| ------------------- | -------------------------------- |
| Главне улоге        |                                  |
| Франко Неро         | Бановић Страхиња                 |
| Драган Николић      | Алија                            |
| Сања Вејновић       | Анђа                             |
| Раде Шербеџија      | Абдулах                          |
| Коле Ангеловски     | Тимотије                         |
| Герт Фребе          | Југ Богдан                       |
| Остале улоге        |                                  |
| Столе Аранђеловић   | Поп Градислав                    |
| Радош Бајић         | Бошко Југовић                    |
| Мирко Боман         | Турчин с мајмуном                |
| Мирјана Каузларић   | Робиња                           |
| Златко Мадунић      | Георгијус                        |
| Божидар Павићевић   | Голи син                         |
| Неда Спасојевић     | Луда Мара                        |
| Петра Петерс        | Стана                            |
| Јанез Врховец       | Владика                          |
| Маријан Хабазин     | Турчин - члан Алијине банде      |
| Едо Перочевић       | Турчин - члан Алијине банде      |
| Драган Миливојевић  | Турчин којем Алија одсјеца главу |
| Катина Иванова      | Госпођа на двору Југ Богдана     |
| Џемаил Макcут       | Монах                            |
| Гласови             |                                  |
| Миодраг Радовановић | Бановић Страхиња                 |
| Петар Банићевић     | Југ Богдан                       |
| Даница Максимовић   | Анђа                             |

## Занимљивости
Глас Бановић Страхиње је Франку Неру у филму позајмио Миодраг Радовановић,
Југ Богдану Петар Банићевић, а Анђи Даница Максимовић.
На филмском фестивалу у Пули 1981. Драган Николић је добио Златну арену за најбољу улогу, а Алфи Кабиљо Златну арену за најбољу филмску музику.
У првој поставци главних улога Бановић Страхињу је требало да глуми Драган Николић, Анђу Даница Максимовић, а Алију Беким Фехмију.

## Локације снимања
Филм је сниман на више локација широм Југолавије, неке од њих су:
- Замак Рибник у близини Карловца у Хрвстској
- Тврђава Маглич недалеко од Краљева у Србији
- Манстир Св. Јован Бигорски у Македонији

## Награде
- Пула 81' - Златна арена за мушку улогу Драгану Николићу; Златна арена за музику[2]
- Врњачка Бања 81' - Награда за сценариј по књижевном делу[2]
- Ниш 81' - Велика повеља Драгану Николићу[2]
- Венеција 81' - специјални програм[2]

## Културно добро
Југословенска кинотека је, у складу са својим овлашћењима на основу Закона о културним добрима, 28. децембра 2016. године прогласила сто српских играних филмова (1911-1999) за културно добро од великог значаја. На тој листи се налази и филм "Бановић Страхиња".